# Меропіс
Меропіс (дав.-гр. Μεροπίς) — вигаданий острів, згаданий давньогрецьким письменником Феопомпом Хіосським у його праці «Філіппіка», яка лише фрагментарно збереглася через Еліана.

## Передісторія
Історія Меропіса не є ані утопією, ані політичною алегорією; це пародія на «Атлантиду» Платона, подібно до «Правдивої історії», яка пародіювала «Одіссею» Гомера.
Феопомп дещо перебільшує багато платонівських аспектів міфу про Атлантиду[на чию думку?]. У той час як єгипетський священик розповідає Солону історію Атлантиди згідно з платонівським «Тімеєм», саме іпотан (міфічна напівлюдина-напівкінь) розповідає історію Меропіса царю Мідасу згідно з «Філіппікою» Феопомпа. Хоча за словами Платона Атлантида була неймовірно великою, Феопомп описує Меропіс ще більшим, що робить це абсолютно абсурдним. Крім того, у той час як атланти зазнали поразки від Афін завдяки своєму досконалому суспільству, меропи (Μέροπες) — атакуючи десятимільйонною армією — намагаються завоювати Гіперборею, але повертаються з ганьбою, зрозумівши, що гіперборейці були найщасливішим народом на землі і не варті того, щоб їх грабувати.
Також було висловлено припущення, що ця історія була задумана як критика Філіппа II.
Хоча більшість описує Меропіс як вигаданий острів, іншу точку зору має Еміль Форрер, який вважав, що острів міг бути справжнім[джерело?]. Меропіс також є однією з історичних назв грецького острова Кос, яким керував Мероп.

## Географія
Меропіс розташований за світовим океаном (Океанусом). Його мешканці, меропи, вдвічі вищі за інших людей і живуть удвічі довше.
Феопомп описує три міста в Меропісі: Аностос (Ἄνοστος, «Місце неповернення»), Евбес (Εὐσεβής, «Благочестиве місто») і Махімос (Μάχιμος, «Місто боротьби»). У той час як мешканці Евбесу живуть у розкоші, не голодують і не хворіють, мешканці Махімоса фактично народжуються зі зброєю в руках і постійно ведуть війни. Третє місто, Аностос, розташоване на зовнішньому кордоні Меропісу. Воно нагадує зяючу прірву, не має ні дня, ні ночі, і вкрите каламутними червоними випарами.